# 阿久根西目中継局
阿久根西目中継局（あくねにしめちゅうけいきょく）は、鹿児島県阿久根市西目の馬見塚にある、テレビ放送の中継局である。
民放はTBS系列の南日本放送（MBC）とフジテレビ系列の鹿児島テレビ放送（KTS）は見ることができるものの、テレビ朝日系列の鹿児島放送（KKB）と日本テレビ系列の鹿児島読売テレビ（KYT）は、割り当てられているチャンネルがないためアナログ放送では映らなかった。
ただし、阿久根中継局の電波を受信してKKBとKYTが見られる地域があり、阿久根中継局が入りにくい地域でも熊本県の水俣中継局あるいは牛深中継局の電波を受信して見ることができるため、水俣中継局にもアンテナを向けて、テレビ朝日系列は熊本朝日放送（KAB）で、日本テレビ系列は熊本県民テレビ（KKT）を通じて見ることになるが、アナログでは設置されなかったKKBとKYTもデジタル完全移行後、デジタル新局として当地に中継局が設置されることになった。

## 放送設備

### 地上デジタルテレビジョン放送送信設備
| ID | 放送局名             | 物理 チャンネル | 空中線 電力 | ERP   | 放送対象地域 | 放送区域 内世帯数 | 開局日         |
| -- | -------------------- | --------------- | ----------- | ----- | ------------ | ----------------- | -------------- |
| 1  | MBC 南日本放送       | 31              | 300mW       | 720mW | 鹿児島県     | 1,354世帯         | 2008年11月28日 |
| 2  | NHK 鹿児島教育       | 30              | 300mW       | 700mW | 全国         | 1,354世帯         | 2008年11月28日 |
| 3  | NHK 鹿児島総合       | 32              | 300mW       | 740mW | 鹿児島県     | 1,354世帯         | 2008年11月28日 |
| 4  | KYT 鹿児島讀賣テレビ | 17              | 300mW       | 770mW | 鹿児島県     | 1,354世帯         | 2011年12月1日  |
| 5  | KKB 鹿児島放送       | 23              | 300mW       | 750mW | 鹿児島県     | 1,354世帯         | 2011年12月1日  |
| 8  | KTS 鹿児島テレビ放送 | 29              | 300mW       | 720mW | 鹿児島県     | 1,354世帯         | 2008年11月28日 |

- 主な受信地域： 鹿児島県阿久根市西目地区
- NHK・MBC・KTS 2008年11月7日予備免許交付。同年11月17日から11月27日まで試験放送。
- KKB・KYT 2011年10月7日予備免許交付。同年10月24日から11月30日まで試験放送。
- KKBとKYTはもともと阿久根中継局のアナログ放送に割り当てられていたチャンネルである。

### 地上アナログテレビジョン放送送信設備
| チャンネル | 放送局名             | 空中線 電力       | ERP                | 放送対象地域 | 放送区域 内世帯数 |
| ---------- | -------------------- | ----------------- | ------------------ | ------------ | ----------------- |
| 45         | KTS 鹿児島テレビ放送 | 映像3W /音声750mW | 映像8.7W /音声2.2W | 鹿児島県     | 不明              |
| 51         | NHK 鹿児島総合       | 映像3W /音声750mW | 映像8.7W /音声2.2W | 鹿児島県     | 不明              |
| 53         | MBC 南日本放送       | 映像3W /音声750mW | 映像8.7W /音声2.2W | 鹿児島県     | 不明              |
| 55         | NHK 鹿児島教育       | 映像3W /音声750mW | 映像8.7W /音声2.2W | 全国         | 不明              |

- 主な受信地域： 鹿児島県阿久根市西目地区
- 2011年7月24日の停波をもって、全局廃局となった。
- KKBとKYTにはチャンネルが割り当てられていなかった。